# Железницький тунель
41°56′34″ пн. ш. 23°06′24″ сх. д. / 41.9427° пн. ш. 23.1068° сх. д.
Железницький тунель (болг. тунел „Железница“) — автомагістральний двотрубний тунель, завдовжки 2 км на автомагістралі Струма (європейський маршрут E79) в Благоєвградській області, південно-західна Болгарія. 
Це найдовший автомобільний тунель у Болгарії. 
 
Тунель названий на честь села Желєзниця, яке він обходить між містами Благоєвград і Сімітлі.
Будівництво тунелю почалося в жовтні 2019 року і планувалося завершити в 2022 році. 
Однак активізація зсувів відклала відкриття до лютого 2024 року і збільшила загальну вартість майже до 400 мільйонів левів (200 мільйонів євро). 

Железницький тунель є критичною ланкою автомагістралі «Струма», що сполучає столицю Болгарії Софію з грецьким портом Салоніки на Егейському морі. 
Побудований за новоавстрійським методом прокладання тунелів, був відкритий для руху 20 лютого 2024 року. 

Тунель має чотири пішохідні та два автомобільні переходи між двома трубами. 
Його будівництво як частини 5-кілометрової ділянки шосе також містило вертолітний майданчик для евакуації, службову дорогу та два мости. 